# Bo Farrington
John R. Farrington, detto Bo (DeWalt, 6 febbraio 1936 – Rensselaer, 27 luglio 1964), è stato un giocatore di football americano statunitense che ha giocato nel ruolo di tight end per tutta la carriera con i Chicago Bears della National Football League (NFL).

## Carriera
Farrington fu scelto dai Chicago Bears nel corso del sedicesimo giro (187º assoluto) del Draft NFL 1960. Coi Bears vinse il campionato NFL del 1963, prima che la sua vita si interrompesse il 27 aprile 1964 in un incidente automobilistico in cui perì anche il compagno Willie Galimore.

## Palmarès

### Franchigia
- Campione NFL: 1

Chicago Bears: 1963

## Statistiche
| Ricezioni              | 55  |
| Yard ricevute          | 881 |
| Touchdown su ricezione | 7   |